# Shabdrung

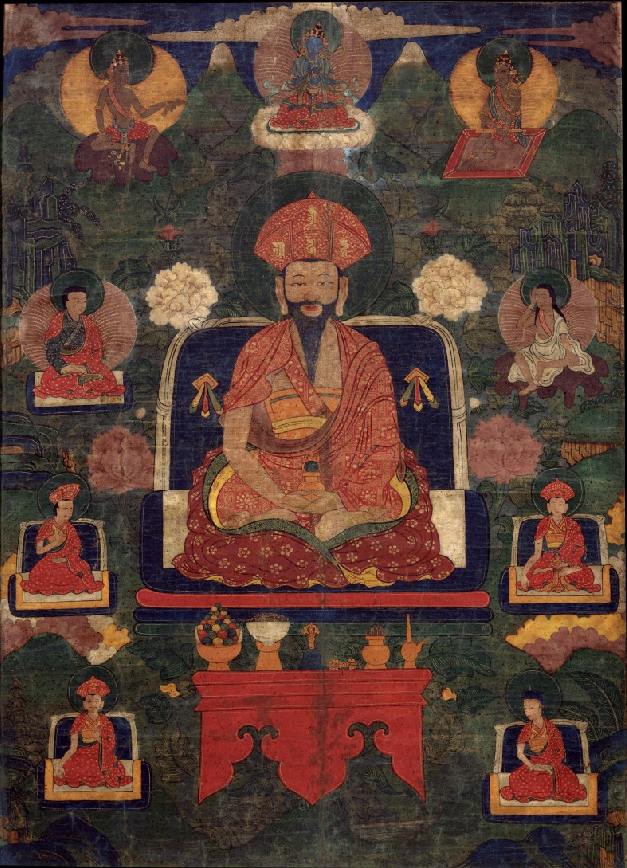
Ngawang Namgyal (al centro), il primo Shabdrung

Quello di Shabdrung (scritto anche Zhabdrung; tibetano: ཞབས་དྲུང, Wylie: zhabs-drung; italiano: "davanti ai piedi di") era un titolo usato per indicare o per riferirsi ai grandi lama del Tibet, in particolare a quelli appartenenti ad un lignaggio ereditario. In Bhutan, oggi, il titolo si riferisce quasi sempre a Ngawang Namgyal, fondatore dello stato bhutanese, o a una delle sue reincarnazioni successive.

## Ngawang Namgyal
Il lignaggio risale fino al fondatore del Bhutan, Ngawang Namgyal, un grande lama del lignaggio Drukpa proveniente dal Tibet, primo a unire tutte le valli in guerra tra loro in un unico regno. Per questo motivo, oggi è venerato ed è considerato terzo per importanza nella scuola Kagyu del Buddhismo tibetano, dietro a Padmasambhava e ovviamente a Gautama Buddha.
Egli portò in Bhutan il doppio sistema di governo tibetano, una sorta di diarchia in cui il potere politico apparteneva al Druk Desi, coadiuvato da governatori locali e ministri noti come penlop, mentre quello religioso apparteneva al cosiddetto Je Khenpo, responsabile delle questioni relative alla vita monastica.
Tuttavia, dopo la morte di Ngawang nel 1651, il potere in effetti non passò a un successore, bensì fu spartito tra i penlop. Per evitare battaglie dinastiche e il ritorno all'epoca dei signori della guerra, la notizia della sua scomparsa fu tenuta segreta per ben 54 anni. Durante questo periodo furono promulgati diversi ordini in suo nome, mentre la sua assenza dalla vita pubblica fu giustificata con un prolungato ritiro spirituale. La morte di Ngawang Namgyal è oggi considerato un giorno di lutto nazionale in Bhutan, generalmente celebrato il decimo giorno del quarto mese nel calendario lunare.

### Successori
Tuttavia, ciò non bastò ad evitare i problemi di successione. Per neutralizzare le future incarnazioni dello Shabdrung, decisero di ricorrere a uno stratagemma, e di suddividere la reincarnazione dello Shabdrung in tre persone diverse: l'incarnazione dello spirito (Ku Trülku), l'incarnazione della mente (Thu tulku o Thugtrul) e l'incarnazione del discorso (Sung tulku o Sungtrul). Nonostante questi sforzo, però, il paese precipitò comunque nella guerra tra fazioni, non riuscendo a venirne a capo nei successivi 200 anni. L'incarnazione della mente finì per essere considerata come l'unica legittima erede dello Shabdrung.
Ovviamente, questa situazione portò alle proteste ufficiali delle altre incarnazioni, che pure pretendevano di essere riconosciute. Quando nel 1907 fu fondata la moderna monarchia, Choley Yeshe Ngodub fu riconosciuto come incarnazione del discorso, e infatti servì come ultimo Druk Desi. Dopo la sua morte nel 1917, fu seguito da Chogley Jigme Tenzin.. Il suo successore, non riconosciuto dal Governo del Bhutan, visse nel monastero di Tawang (in India), evacuato nel 1962 durante la guerra sino-indiana.

## Principali reincarnazioni dello Shabdrung
| Anno di nascita | Anno di morte | Nome            | Luogo di nascita | Regno     |
| --------------- | ------------- | --------------- | ---------------- | --------- |
| 1594            | 1651          | Ngawang Namgyal | Ü-Tsang, Tibet   | 1616–1651 |

### Shabdrung Thuktrul
Reencarnazioni della mente dello Shabdrung. 
|     | Anno di nascita | Anno di morte | Nome                            | Luogo di nascita                     | Regno |
| --- | --------------- | ------------- | ------------------------------- | ------------------------------------ | ----- |
|     |                 |               | reincarnazione non identificata | Göyul, sud del Tibet                 |       |
| 0.  | 1689            | 1713          | Kunga Gyaltshen                 | Merak Sakteng, Bhutan nord-orientale |       |
| 1.  | 1724            | 1761          | Jigme Drakpa I                  | Dranang, Tibet                       |       |
| 2.  | 1762            | 1788          | Chökyi Gyaltsen                 | Yarlung, Tibet                       |       |
| 3.  | 1791            | 1830          | Jigme Drakpa II                 | Bumdeling, Bhutan orientale          |       |
| 4.  | 1831            | 1861          | Jigme Norbu                     | Gewog di Drametse                    |       |
| 5.  | 1862            | 1904          | Jigme Chögyel                   | Gewog di Drametse                    |       |
| 6.  | 1905            | 1931          | Jigme Palden Dorji              | Dakpo Domkar, Bhutan orientale       |       |
| 7.  |                 |               | ???                             |                                      | n/a   |
| 8.  | 1939            | 1953          | Jigme Tendzin Chogay            |                                      | n/a   |
| 9.  | 1955            | 2003          | Jigme Ngawang Namgyal           |                                      | n/a   |
| 10. | 2003            |               | Jigdrel Ngawang Namgyal         |                                      | n/a   |

### Shabdrung Sungtrul
Reincarnazione del discorso dello Shabdrung.
|    | Anno di nascita | Anno di morte | Nome           | Luogo di nascita            | Regno     |
| -- | --------------- | ------------- | -------------- | --------------------------- | --------- |
| 1. | 1706            | 1734          | Chokle Namgyel | Distretto di Dagana         |           |
| 2. | 1735            | 1775          | Shākya Tendzin | Kabe, Bhutan occidentale    |           |
| 3. | 1781            | 1830          | Yeshe Gyeltsen | Thimphu, Bhutan occidentale | 1807—1811 |
| 4. | 1831            | 1850          | Jigme Dorje    | Distretto di Bumthang       |           |
| 5. | 1851            | 1917          | Yeshe Ngödrup  | Distretto di Bumthang       |           |
| 6. | 1919            | 1949          | Jigme Tendzin  |                             |           |

## Deposizione ed esilio
Nel 1907, nel tentativo di riformare il sistema di governo, i penlop favorirono la nascita di una monarchia bhutanese guidata da Ugyen Wangchuck, con l'appoggio del Regno Unito ma contro quanto si auspicava il Tibet. La famiglia reale dovette affrontare alcuni problemi relativi alla sua legittimità nei primi anni, in quanto le reincarnazioni dei vari Shabdrung di fatto costituivano una minaccia. Secondo alcune fonti, il fratello dello Shabdrung Chhoki Gyeltshen (che era stato in India) nel 1926 sfidò Jigme Wangchuck per la successione al trono. Addirittura si crede che egli abbia incontrato Mahatma Gandhi per garantirsene il supporto contro il re. Lo Shabdrung Jigme Palden Dorji su isolato nel monastero di Talo e qui morì nel 1931, si crede per assassinio. È stato l'ultimo Shabdrung riconosciuto dal Bhutan; i successivi non hanno ottenuto alcun riconoscimento ufficiale.
Nel 1962, Jigme Ngawang Namgyal (noto anche come Shabdrung Rinpoche tra i suoi seguaci) abbandonò il Bhutan per riparare in India, dove trascorse il resto della sua vita. I pellegrini bhutanesi fino al 2002 si sono recati a Kalimpong per fargli visita. Tuttavia, i flussi di visitatori si sono bruscamente interrotti dopo il 5 aprile 2003, quando egli morì in seguito ad un sospetto avvelenamento.